# Hans Jürgen Eysenck

Hans Eysenck

Hans Jürgen Eysenck (* 4. März 1916 in Berlin; † 4. September 1997 in London) war ein deutschstämmiger britischer Psychologe, der besonders mit seinen Forschungen zu Unterschieden in der menschlichen Intelligenz und Persönlichkeit bekannt wurde. Eine große Bedeutung maß er dabei der Vererbung bei. Er war ein Kritiker der Freud’schen Psychoanalyse. Ferner beschäftigte er sich mit Verhaltenstherapie, Verhaltensgenetik, Krebserkrankungen, Geschlechtern, Sexualverhalten, politischer Orientierung, Astrologie und Parapsychologie. Er gehört zu den meistzitierten Autoren in der Psychologie und wurde in der Fachwelt als einer der einflussreichsten Psychologen beschrieben. Eysenck war zudem Autor von mehreren Artikeln in rechtsextremen Zeitschriften.
Posthum wird die Verlässlichkeit seiner Datenbasis in Zweifel gezogen. Das King’s College London, dem er lange angehörte, stufte 2019 nach einer Neuevaluation 26 Veröffentlichungen Eysencks auf Veranlassung des Psychologen David Marks und des Psychiaters Anthony Pelosi als „unsicher“ ein.

## Leben

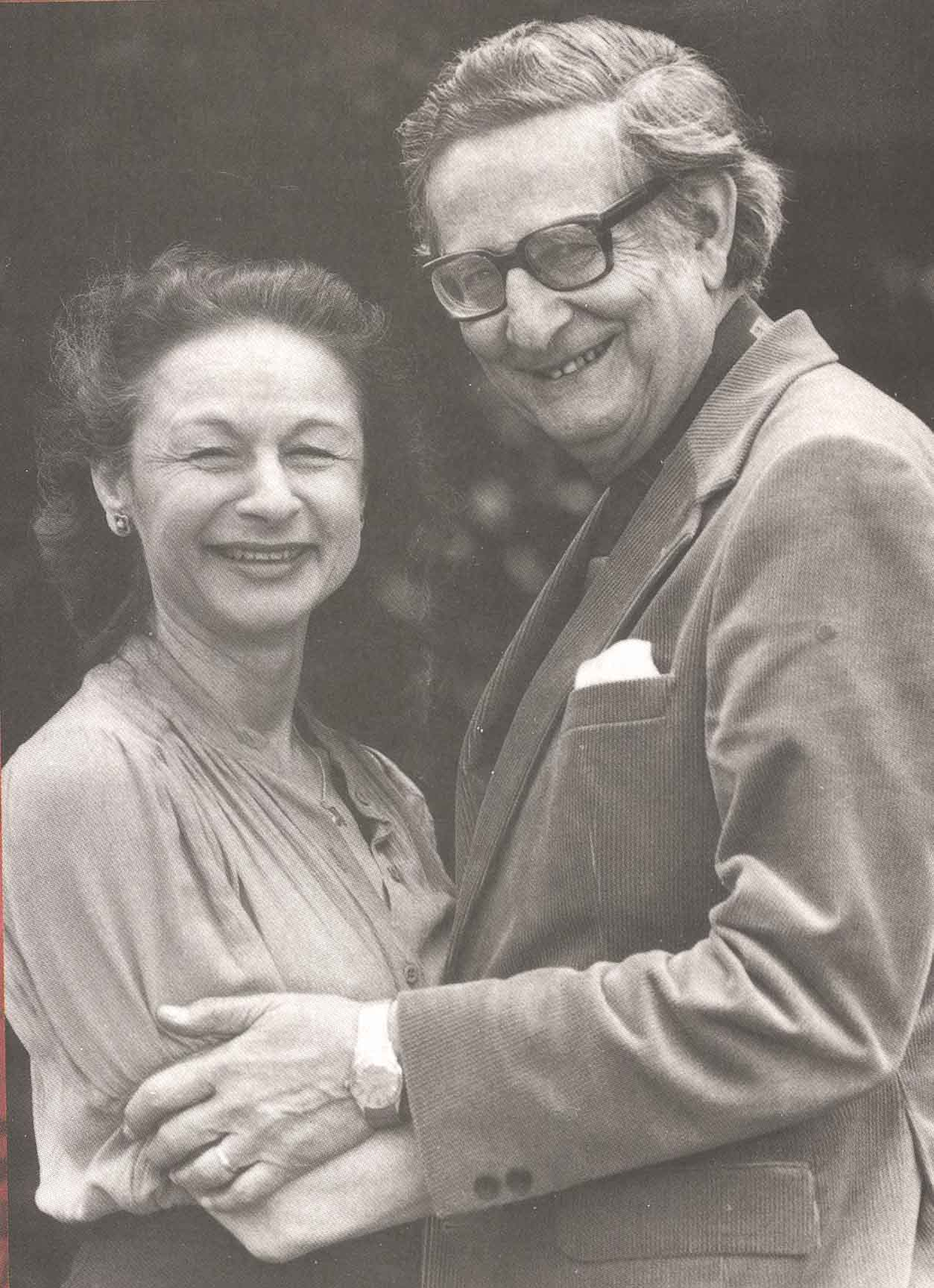
Hans Eysenck mit seiner zweiten Frau Sybil

Eysenck war der Sohn der Schauspieler Helga Molander und Eduard Eysenck. In einem Interview aus dem Jahr 1977 sagte er, dass seine Mutter Katholikin und sein Vater Lutheraner war, was er jedoch später als Missverständnis darstellte, es sei genau umgekehrt gewesen. In seiner 1990 veröffentlichten Autobiografie schrieb er, dass seine Großmutter mütterlicherseits aus einer jüdischen Familie stammte, was er nach ihrem Tod in einem Konzentrationslager herausfand.
Im Jahr 1934 verließ Eysenck das nationalsozialistische Deutschland und ging zuerst nach Frankreich und dann nach Großbritannien ins Exil. Seine Flucht aus Deutschland begründete er politisch: „My hatred of [Hitler] and the Nazis, and all they stood for, was so overwhelming that no argument could counter it.“ (Übs. „Mein Hass auf Hitler und die Nazis und auf alles, wofür sie standen, war so übermächtig, dass keine Argumentation dagegenhalten konnte.“) Nach dem Studium promovierte er 1940 am University College London bei Cyril Burt. Im Zweiten Weltkrieg arbeitete er in einem Nothospital und untersuchte die Glaubwürdigkeit psychiatrischer Diagnosen. Nach dem Krieg lehrte er am King’s College London und arbeitete zugleich als Direktor der psychologischen Abteilung des Maudsley Hospital. 1955 wurde er Professor für Psychologie am Institute of Psychiatry (IOP) und lehrte dort bis 1983.
Eysenck war zweimal verheiratet. Nach der Scheidung von Margaret Malcolm Davies heiratete er die Psychologin Sibylle Rostal, eine Tochter des Violinisten Max Rostal (1905–1991). Aus der ersten Ehe ging ein Sohn hervor, aus der zweiten eine Tochter und drei Söhne, darunter der Psychologe Michael W. Eysenck.

## Werk
Eysenck war ein Anhänger empirischer und statistischer Methoden. Er bediente sich daher in der Intelligenz- und Persönlichkeitsforschung der Faktorenanalyse, aufbauend auf den Arbeiten von Charles Spearman.
In der Einführung des Buches The inequality of man (1973) beschreibt Eysenck ausführlich seine Entwicklung vom überzeugten Behavioristen, der die unterschiedlichen Ausprägungen der Menschen vor allem der Umgebung, in der sie aufwachsen, zuschreibt, zum Anhänger der Auffassung, dass diese Ausprägungen maßgeblich durch Vererbung bestimmt seien.

### Intelligenzforschung
In der Intelligenzforschung setzte er die Forschungen seines Lehrers Cyril Burt fort und versuchte, den ererbten Anteil der Intelligenz zu bestimmen, den er bei 70 bis 80 Prozent sah. Zugleich kritisierte er die gängigen Intelligenztests, da diese seiner Meinung nach nicht die ganzen Fähigkeiten einer Person messen. Nach Eysenck gibt es zwei Grundprozesse der Intelligenz. Intelligenz-Tests erfassen nur die sogenannten Level II abilities, nicht jedoch die Level I abilities, die mit diesen nur schwach korreliert sind.
Eysenck vertrat die These, es gebe zwischen den „Rassen“ signifikante Unterschiede hinsichtlich des Intelligenzquotienten. Weiße seien Schwarzen voraus:
„Wenn man schwarze und weiße amerikanische Kinder im Hinblick auf Schulen, Wohnungen sowie den Status und Einkommen der Eltern verglich, so konnte dies schwerlich jene IQ-Differenz von 15 Punkten zwischen den Rassen aufheben; schlimmer noch, bei einem Vergleich der Kinder von schwarzen Mittelstandseltern, die gute Schulen besuchten und in gutem Milieu lebten, mit den Kindern von weißen Arbeiterklasseeltern, die in schlechte Slumschulen gingen und in ärmlicher Umgebung hausten, schnitten die weißen Kinder immer noch in Intelligenztests besser ab.“
Forscher wie Donald D. Dorfman und Leon Kamin gehen davon aus, dass ein großer Teil der Daten von Burt, auf die Eysenck sich unter anderem berief, gefälscht worden sei. Andere Forscher widersprechen dieser Ansicht jedoch.

### Persönlichkeitsforschung
Auch in der Persönlichkeitsforschung ging er von genetisch bedingten Unterschieden der Personen aus. Eysenck entwickelte ein Persönlichkeitssystem, bei dem sich die Persönlichkeit jedes Individuums als Resultat der Ausprägung der Dimensionen Introversion–Extraversion und Labilität–Stabilität beschreiben lässt. So überschneidet sich die antike Temperamentenlehre mit der Eysencks: Der Phlegmatiker ist introvertiert und stabil, Melancholiker introvertiert und labil, der Sanguiniker extravertiert und stabil und der Choleriker extravertiert und labil. Eysencks Theorie ist aber keine Persönlichkeitstypologie, sondern eine Faktorentheorie, die auf Persönlichkeitsdimensionen basiert. Eine weitere Dimension seiner Persönlichkeitsforschung ist der Psychotizismus, welcher sozial abweichendes Verhalten zum Gegenstand hat.
Er versuchte, seine Theorie mit physiologischen Prozessen zu verbinden. Extravertierte seien z. B. mit einer erhöhten Erregungsschwelle des aufsteigenden retikulären Aktivierungssystems (ARAS) des Hirns charakterisiert. D. h., sie befinden sich kontinuierlich unter einem verminderten Erregungsprozess durch die Umwelt, verbunden mit hemmenden Impulsen des Körpers (gesendet von der Formatio reticularis im Gehirn). Bei Introvertierten verhält es sich entgegengesetzt: Sie sind chronisch reizüberflutet. Eysenck ging deshalb davon aus, dass Introvertierte aufgrund ihres höheren Erregungspotentials leichter konditionierbar sind als Extravertierte, und stützte seine Annahmen empirisch mit diversen Konditionierungsexperimenten (z. B. Lidschlussexperimente).
Mit seinen Forschungen zur Erregung und Hemmung lehnte sich Eysenck an die Theorien von Iwan Petrowitsch Pawlow bzw. Clark L. Hull an.
Er entwickelte eine Reihe auch ins Deutsche übersetzter Persönlichkeitsskalen wie das Maudsley Medical Questionaire (MMQ, MPI), das Eysenck Persönlichkeits-Inventar (EPI) und das Eysenck Personality Questionnaire (EPQ). Eysencks Persönlichkeitsfaktoren standen in Konkurrenz zu dem 16-Faktoren-Modell von Raymond Bernard Cattell. Das zurzeit bewährteste Modell ist das Fünf-Faktoren-Modell (Big Five), welches mit der Persönlichkeitstheorie Eysencks in vielen Punkten übereinstimmt. Introversion–Extraversion entspricht dort der gleichnamigen Kategorie und Labilität–Stabilität dem Neurotizismus. Lediglich Psychotizismus lässt sich nicht ganz so klar anderen Persönlichkeitseigenschaften zuordnen.

### Psychotherapie
Eysenck evaluierte ab 1952 die Heilungserfolge der Psychoanalyse und befand, dass die Therapie nach Sigmund Freud nicht nur genauso wenig zur Gesundung der Patienten beitrage wie eklektische Therapien, sondern die Besserung durch Spontanheilung sogar behindere. Nach seiner Messung zeigten 44–64 Prozent der langjährig Behandelten eine Besserung, jedoch 72 Prozent einer unbehandelten Kontrollgruppe. Dies war der Beginn von Eysencks Psychoanalyse-Kritik. Später revidierte Eysenck diese Ansicht mit dem Hinweis, dass der Nachweis der Wirksamkeit seinerzeit noch nicht erbracht worden sei. Seiner Herausforderung ist es zu verdanken, dass fortan vermehrt empirische Psychotherapieforschung betrieben wurde. Neben Joseph Wolpe wurde Eysenck einer der Gründer der Verhaltenstherapie und entwickelte diese auf empirischer Basis weiter.

### Astrologie
Eysenck war der Auffassung, dass die Sterne den Lebenswandel eines Menschen beeinflussen. Er habe „einige echte Fakten im Bereich der Astrologie“ gefunden, die „ziemlich schlüssig“ belegen, „daß eine Beziehung zwischen dem Stand der Planeten (Mars, Saturn und Jupiter) bei der Geburt eines Kindes und seiner späteren Persönlichkeit“ bestehe.

## Kritik und Kontroversen
Eysencks Interpretation der Daten zu Intelligenzunterschieden der schwarzen und weißen US-Amerikaner in Race, Intelligence and Education (1971) wird von Kritikern als rassistisch eingeordnet. Auch ging er Milieu-Theorien stark an. Kritisiert wurde Eysenck aufgrund der Veröffentlichung von mehreren Artikeln in der Zeitschrift Nation und Europa und in der rechtsextremen National-Zeitung, die ihn als ihren „Mitarbeiter“ bezeichnete. Hier veröffentlichte er unter anderem einen Artikel, in dem er Sigmund Freud Verschlagenheit und mangelnde Aufrichtigkeit vorwirft und dabei auf dessen jüdische Herkunft anspielt. Auch stellte er sich rückhaltlos hinter das dem „intellektuellen Rechtsextremismus“ zuzuordnende Thule-Seminar. In einem von dessen Vertretern herausgegebenen Buch Das unvergängliche Erbe von Pierre Krebs verfasste er das Vorwort, in dem er die „Gleichheit der Menschen“ als „unhaltbare ideologische Doktrin“ bezeichnete. Er gehört zu den 52 Mitunterzeichnern des Aufsatzes Mainstream Science on Intelligence, geschrieben von Linda Gottfredson und im Dezember 1994 veröffentlicht vom Wall Street Journal. Auch in seinem Buch Vererbung, Intelligenz und Erziehung versuchte Eysenck aufzuzeigen, dass die „amerikanischen Neger“ genetisch „unbegabter“ seien. Zusätzlich war Eysenck Mitglied des wissenschaftlichen Beirates der US-amerikanischen Zeitschrift „Mankind Quarterly“, eines soziokulturellen Magazins, das die „Rassentrennung“ in den USA befürwortete. Auch im Beacon, einer britischen Veröffentlichung der ab 1976 kurzzeitig bestehenden, rechtsextremen National Party, erschien ein Interview mit Eysenck zu Intelligenzunterschieden zwischen „Rassen“.
Der Sozialpsychologe Michael Billig beschrieb die wissenschaftlichen Arbeiten Eysencks zur Intelligenz als politisch – mögliche politische Motivationen seiner Kritiker, die von Eysenck postuliert werden, dahingestellt. Er stellte Eysenck als einen neben Arthur Jensen maßgeblichen Akteur in der Wiederaufnahme akademischer Rassenforschung nach dem Zweiten Weltkrieg dar.

### Untersuchung am King’s College London 2019
Im Jahr 2019 unternahm das King’s College eine Untersuchung von Arbeiten, die Eysenck gemeinsam mit Ronald Grossarth-Maticek veröffentlicht hat. Es kam zum Schluss, dass 26 Veröffentlichungen als „unsicher“ anzusehen sind, und empfahl den jeweiligen Verlagen, die Veröffentlichungen zurückzuziehen (Retraction). Der Psychiater Anthony Pelosi, Initiator der Kontroverse, schreibt, die Hintergründe deuteten drauf hin, dass es sich um den „schlimmsten wissenschaftlichen Skandal aller Zeiten“ handeln könnte.
Wenige Monate nach Eysencks Tod wurden seine schriftlichen Unterlagen vernichtet, so dass sich manche Fragen nicht mehr klären lassen. Da Eysenck sich nun gegen Behauptungen nicht mehr wehren kann, schrieb Grossarth eine Gegendarstellung und kündigte juristische Schritte an.
In Folge der Untersuchung des King’s College zog das International Journal of Sport Psychology im Januar 2020 eine Veröffentlichung zurück, an der Eysenck beteiligt war. Kurz danach wurden 13 weitere Veröffentlichungen zurückgezogen. Im Juli 2020 wurden weitere sieben Publikationen, die im Journal of the Royal Society of Medicine und im International Journal of Social Psychiatry erschienen waren, von diesen Fachzeitschriften wegen Zweifeln an der Verlässlichkeit ihrer Datenbasis infrage gestellt.

## Schriften (deutsch)
Eysenck hat etwa 50 Monografien und ca. 900 Aufsätze (mit)verfasst. Eine ausführliche Bibliografie wurde 2001 in der von ihm gegründeten, bei Elsevier erscheinenden Zeitschrift Personality and Individual Differences (PAID Vol. 31, No. 1) publiziert.
- Wege und Abwege der Psychologie. Rowohlt, Reinbek 1956; 13. A. Klotz, Frankfurt am Main 1983, ISBN 3-88074-226-X.
- Neurosen, Ursachen und Heilmethoden. Einführung in die moderne Verhaltenstherapie (mit Stanley Rachman). Deutscher Verlag der Wissenschaften, Berlin 1967.
- Intelligenztest. Rowohlt, Reinbek 1972; Neuausgabe ebd. 2009, ISBN 978-3-499-62532-9.
- Die Experimentiergesellschaft. Soziale Innovationen durch angewandte Psychologie. Rowohlt, Reinbek 1973, ISBN 3-498-01611-3.
- Vererbung, Intelligenz und Erziehung. Zur Kritik der pädagogischen Milieutheorie. Seewald, Stuttgart 1975, ISBN 3-512-00801-1.
- Die Ungleichheit der Menschen. List, München 1975, ISBN 3-471-66579-X.
- Die Zukunft der Psychologie. List, München 1977, ISBN 3-471-77413-0.
- Astrologie. Wissenschaft oder Aberglaube? (mit David Nias). List, München 1982, ISBN 3-471-77417-3.
- Der übersinnliche Mensch. Report der Psi-Forschung (mit Carl Sargent). Kösel, München 1984, ISBN 3-466-11039-4.
- Sigmund Freud. Niedergang und Ende der Psychoanalyse. List, München 1985, ISBN 3-471-77418-1.
- Persönlichkeit und Individualität. Ein naturwissenschaftliches Paradigma (mit Michael W. Eysenck). Psychologie-Verlags-Union, München 1987, ISBN 3-621-27043-4.
- Kriminalität und Persönlichkeit. Ullstein, Frankfurt am Main 1980, ISBN 3-548-35047-X.
- Rauchen und Gesundheit. Plädoyer für mehr Sachlichkeit. Rau, Düsseldorf 1987, ISBN 3-7919-0284-9.
- Die IQ-Bibel. Intelligenz verstehen und messen. Klett-Cotta, Stuttgart 2004, ISBN 3-608-94366-8.